# سكيب هولتز
سكيب هولتز (بالإنجليزية: Skip Holtz)‏ هو مدير فني أمريكي، ولد في 12 مارس 1964 في ويليمانتيك في الولايات المتحدة.